# Podział administracyjny Kościoła katolickiego w Beninie
Podział administracyjny Kościoła katolickiego w Beninie – w ramach Kościoła katolickiego w Beninie funkcjonują obecnie dwie metropolie, w których skład wchodzą dwie archidiecezje i osiem diecezji. 
Jednostki administracyjne Kościoła katolickiego obrządku łacińskiego w Beninie:

## Metropolia Kotonu
- Archidiecezja Kotonu
  - Diecezja Abomey
  - Diecezja Dassa-Zoumé
  - Diecezja Lokossa
  - Diecezja Porto Novo

## Metropolia Parakou
- Archidiecezja Parakou
  - Diecezja Djougou
  - Diecezja Kandi
  - Diecezja Natitingou
  - Diecezja N’Dali